# Копривницько-Крижевецька жупанія
Копри́вницько-Крижеве́цька жупанія (хорв. Koprivničko-križevačka županija) — округ у північно-західній частині Хорватії. Назва жупанії походить від двох її найбільших міст: Копривниці, яку обрано адміністративним центром, та Крижевців як центру історичної Крижевецької жупанії, територію якої включає нинішній округ.

## Географія
За площею жупанія займає сімнадцяте місце в країні. На півночі межує з Меджимурською жупанією, на північному заході має кордон з Вараждинською жупанією, на південному заході межує з Загребською жупанією, на півдні — з Беловарсько-Білогорською жупанією і на південному сході — з Вировитицько-Подравською жупанією. На північному сході Копривницько-Крижевецька жупанія має державний кордон з Угорщиною. Територією жупанії проходить ряд важливих залізничних та автомобільних магістралей, за напрямками Будапешт—Загреб та Вараждин—Осієк. 
Північно-східну частину жупанії утворює низинна, родюча долина річки Драва, на якій переважає сільськогосподарська діяльність, а також є значні запаси нафти та природного газу. Гори Калнік, здебільшого лісисті, займають більшу частину Копривницько-Крижевецького округу, частина жупанії припадає на західні краї масиву Білогора, тому західна частина округу радше гориста.

## Економіка
Райони по Драві і за Дравою відзначаються інтенсивним сільськогосподарським виробництвом. Інші галузі господарської діяльності жупанії — це молочарство (Naturaagro - PZ у Джурджеваці), хмелярство, тваринництво, садівництво та виноградарство.

## Населення та адміністративний поділ
За даними перепису 2001 року, на території жупанії проживає 124 467 осіб, тобто 2,8 % всього населення Хорватії. 96% з них становлять хорвати. Середня густота населення 71 мешканець/км². Національні меншини жупанії такі: серби — 1,9 %, словенці — 0,1 %, цигани — 0,1 %, угорці —0,1 % та інші.
В адміністративному відношенні жупанія поділяється на 25 муніципальних утворень (3 міста, 22 громади): 
- Місто Копривниця, столиця жупанії
- Місто Крижевці
- Місто Джурджевац
- Громада Дрнє
- Громада Джелековец
- Громада Фердінандовац
- Громада Гола
- Громада Гірська Рієка
- Громада Хлебіне
- Громада Каліновац
- Громада Калнік
- Громада Клоштар-Подравський
- Громада Копривницькі Бреги
- Громада Копривницький Іванець
- Громада Леград
- Громада Молве
- Громада Новіград-Подравський
- Громада Ново Вір'є
- Громада Петеранец
- Громада Подравське Сесвете
- Громада Расіня
- Громада Соколовац
- Громада Светі-Іван-Жабно
- Громада Светі-Петар-Ореховац
- Громада Вір'є